# پاتریسیو کایدو
پاتریسیو کایدو (انگلیسی: Patricio Caicedo; ۶ فوریهٔ ۱۸۹۹ – ۸ سپتامبر ۱۹۸۱) بازیکن فوتبال اهل اسپانیا بود.
از باشگاه‌هایی که در آن بازی کرده‌است می‌توان به باشگاه فوتبال اتلتیک بیلبائو و باشگاه فوتبال اسپانیول اشاره کرد.